# Robert Draba
Robert Draba (ur. 5 kwietnia 1970 w Warszawie) – polski prawnik, radca prawny.
W latach 2005–2008 sekretarz stanu w Kancelarii Prezydenta RP, w latach 2006–2008 zastępca szefa Kancelarii Prezydenta RP oraz w 2006 i 2007 p.o. szefa Kancelarii Prezydenta RP.

## Wykształcenie
Ukończył studia na Wydziale Filozofii i Socjologii oraz na Wydziale Prawa i Administracji Uniwersytetu Warszawskiego.

## Kariera zawodowa
W latach 1994–1995 pracownik Banku Creditanstalt. W latach 1995–1999 kierownik Sekcji Prawnej w Fundacji „Polsko-Niemieckie Pojednanie”. Od 1997 do 1999 pracownik Izby Przemysłowo-Handlowej Inwestorów Zagranicznych (doradca prawny). W latach 1999–2002 współpracował z późniejszą szefową Gabinetu Prezydenta RP Elżbietą Jakubiak, pełniącą wówczas funkcję szefowej Biura Dyrektora Generalnego Urzędu do Spraw Kombatantów i Osób Represjonowanych jako jej zastępca, a w 2002 zastąpił ją na stanowisku Dyrektora Biura.
W 2002 uzyskał tytuł radcy prawnego, w tym samym roku był zatrudniony w Urzędzie Ochrony Konkurencji i Konsumentów. Od 2003 pracownik Urzędu Miasta Stołecznego Warszawy, jako dyrektor Biura Prawnego Urzędu, a od 9 stycznia 2004 zastępca Prezydenta Warszawy.
28 grudnia 2005 objął funkcję sekretarza stanu w Kancelarii Prezydenta RP, nadzorował kwestie prawne. Od 2 czerwca 2006 do 2 sierpnia 2006, po dymisji Andrzeja Urbańskiego, pełnił obowiązki szefa Kancelarii Prezydenta. 2 sierpnia 2006 został powołany na stanowisko zastępcy szefa Kancelarii Prezydenta. Od 7 lutego 2007, po odejściu na stanowisko szefa MON Aleksandra Szczygły, ponownie pełnił obowiązki szefa Kancelarii Prezydenta do 29 listopada 2007. 9 lipca 2008 odwołany z funkcji zastępcy szefa Kancelarii Prezydenta i sekretarza stanu.
Partner w kancelarii prawnej PwC Legal w Warszawie, część grupy kapitałowej PwC.

## Ordery i odznaczenia
- Krzyż Oficerski Orderu „Za Zasługi dla Litwy” (2009)[2]